# Notoxus somalicus
Notoxus somalicus es una especie de coleóptero de la familia Anthicidae.

## Distribución geográfica
Habita en Somalia.